# Endeis difficilis
Endeis difficilis is een zeespin uit de familie Endeidae. De soort behoort tot het geslacht Endeis. Endeis difficilis werd in 2009 voor het eerst wetenschappelijk beschreven door Müller & Krapp. 